# Università statale di Čeljabinsk
L'Università statale di Čeljabinsk (ČelGU, in russo Челябинский государственный университет?) è un ente di istruzione accademica russo situato a Čeljabinsk.

## Struttura
- Istituto di tecnologie informatiche
- Istituto di studi avanzati e riqualificazione
- Istituto di economia e gestione
- Istituto di formazione preuniversitaria
- Istituto di legge
- Istituto di istruzione internazionale
- Facoltà di matematica
- Facoltà di fisica
- Facoltà di chimica
- Facoltà di Eurasia e Oriente
- Facoltà di ecologia
- Facoltà di gestione
- Facoltà di linguistica e traduzione
- Facoltà di psicologia e pedagogia
- Facoltà di biologia
- Facoltà di istruzione a distanza
- Facoltà di giornalismo
- Facoltà di economia
- Facoltà di medicina fondamentale